# 서울서 제일 쓸쓸한 사나이
"서울서 제일 쓸쓸한 사나이"는 1963년 공개된 대한민국의 영화이다.

## 배역
- 최무룡
- 김지미
- 이민자